# Diego Martín Forlán Corazo
Diego Martín Forlán Corazo (Montevideo, 19 de maig de 1979) és un futbolista professional uruguaià que juga com a davanter al Mumbai City FC a la Superlliga de l'Índia.
Va nàixer a una família de futbolistes. Son pare, Pablo Forlán, va jugar amb la selecció de futbol de l'Uruguai el Mundial del 66 i el del 1974, i el seu avi, Juan Carlos Corazzo, va jugar a l'CA Independiente (Argentina). Els tres han guanyat la Copa Amèrica. Té doble nacionalitat: uruguaiana i espanyola.

## Carrera

### Inicis
Forlán va jugar a diversos clubs de Sud-amèrica, abans de ser traspassat al Manchester United FC el gener de 2002 per 6,9 milions de lliures.

### Manchester United
Va debutar amb l'equip anglès el 29 de gener de 2002 contra el Bolton Wanderers FC, però no va marcar el seu primer gol, de penal, fins al 18 de setembre, en un partit de la Lliga de Campions contra el Maccabi Haifa FC.
Es va convertir en un dels jugadors favorits de l'afició quan va marcar dos gols contra el Liverpool FC per guanyar 1-2 a Anfield. Els 17 gols de Forlán en 95 partits no es poden comparar amb els 150 gols en 210 partits del seu anterior company d'equip Ruud van Nistelrooy, i se sabia que no començaria la temporada 2004-2005 amb la samarreta del United. L'arribada de Wayne Rooney va marcar la fi dels dies de joc de Forlán a Anglaterra.

### Vila-real
Forlán va estar molt a prop de signar pel Llevant UE, però va acabar fitxant el 21 d'agost de 2004 pel Vila-real CF, on va aconseguir el Pitxitxi la temporada 2004-2005, amb 25 gols. Això va ajudar que el Vila-real es classifiqués per primera vegada per a la Lliga de Campions. A més, va guanyar la Bota d'Or europea junt a Thierry Henry.

### Atlético de Madrid
El 30 de juny de 2007 Forlán va fitxar per l'Atlètic de Madrid per uns 21 milions d'euros. En la seva primera temporada ha estat el segon màxim golejador de l'equip després de Sergio Agüero. En la segona temporada, la 2008-09, va marcar 32 gols esdevenint el màxim golejador de l'equip, de la lliga i d'Europa aconseguint també la Bota d'Or.
El 8 de maig del 2008 Diego Forlán es va convertir en el màxim golejador uruguaià de la història de la lliga espanyola amb 69 gols.
El 27 d'agost de 2009 jugà com a titular el partit de la Supercopa d'Europa 2010 en què l'Atlético de Madrid es va enfrontar a l'Inter de Milà, i va guanyar el títol, per 2 a zero.
A finals d'agost de 2011 va acomiadar-se de l'afició de l'Atlético per fitxar per l'Inter de Milà.

## Carrera internacional
Forlán va debutar amb la selecció de futbol de l'Uruguai el 2002. Des d'aleshores ha jugat 82 partits amb la seva selecció i ha marcat 31 gols.
El 31 de maig de 2014 va entrar a la llista definitiva de seleccionats per disputar la Copa del Món de Futbol de 2014 al Brasil.

## Estadístiques
Actualitzades a 15 de juny de 2009
| Club                 | Temporada | Lliga | Lliga | Copa Nac. | Copa Nac. | Cop Inter. | Cop Inter. | Total | Total |
| Club                 | Temporada | Part. | Gols  | Part.     | Gols      | Part.      | Gols       | Part. | Gols  |
| -------------------- | --------- | ----- | ----- | --------- | --------- | ---------- | ---------- | ----- | ----- |
| Independiente        | 1998/99   | 2     | 0     | -         | -         | -          | -          | 2     | 0     |
| Independiente        | 1999/00   | 24    | 7     | -         | -         | -          | -          | 24    | 7     |
| Independiente        | 2000/01   | 36    | 18    | -         | -         | 6          | 2          | 42    | 20    |
| Independiente        | 2001/02   | 18    | 12    | -         | -         | 5          | 1          | 23    | 13    |
| Independiente        | Total     | 80    | 37    | -         | -         | 11         | 3          | 91    | 40    |
| Manchester United FC | 2001/02   | 13    | 0     | -         | -         | 5          | 0          | 18    | 0     |
| Manchester United FC | 2002/03   | 25    | 6     | 5         | 2         | 13         | 1          | 43    | 9     |
| Manchester United FC | 2003/04   | 24    | 4     | 5         | 2         | 4          | 2          | 33    | 8     |
| Manchester United FC | 2004/05   | 1     | 0     | -         | -         | 1          | 0          | 2     | 0     |
| Manchester United FC | Total     | 63    | 10    | 10        | 4         | 23         | 3          | 96    | 17    |
| Vila-real CF         | 2004/05   | 38    | 25    | -         | -         | -          | -          | 38    | 25    |
| Vila-real CF         | 2005/06   | 32    | 10    | 2         | -         | 13         | 3          | 47    | 13    |
| Vila-real CF         | 2006/07   | 36    | 19    | 2         | 1         | 2          | 1          | 40    | 21    |
| Vila-real CF         | Total     | 106   | 54    | 4         | 1         | 15         | 4          | 125   | 59    |
| Atlètic de Madrid    | 2007/08   | 36    | 16    | 6         | 1         | 11         | 6          | 53    | 23    |
| Atlètic de Madrid    | 2008/09   | 33    | 32    | 3         | 1         | 7          | 1          | 43    | 34    |
| Atlètic de Madrid    | 2009/10   | 0     | 0     | 0         | 0         | 0          | 0          | 0     | 0     |
| Atlètic de Madrid    | Total     | 69    | 48    | 9         | 2         | 18         | 7          | 96    | 57    |

## Palmarès
Manchester United FC
- 1 Lliga anglesa: 2002-03
- 1 Copa anglesa: 2003-04
- 1 Community Shield: 2003

Vila-real CF
- 1 Copa Intertoto: 2004

Atlètic de Madrid
- 1 Lliga Europa de la UEFA: 2009-10
- 1 Supercopa d'Europa: 2010[2]

SC Internacional
- 1 Campionat gaúcho: 2013

CA Peñarol
- 1 Lliga uruguaiana: 2015-16

Kitchee SC
- 1 Lliga hongkonguesa: 2017-18

Selecció uruguaiana
- 1 Copa Amèrica: 2011

### Individual
- 1 Millor jugador ibero-americà de la Lliga espanyola: 2004-05
- 2 Trofeus Pitxitxi: 2004-05 (25 gols), 2008-09 (32 gols)
- 2 Botes d'Or: 2004-05 (25 gols), 2008-09 (32 gols)
- 1 Màxim golejador del campionat gaúcho: 2013 (9 gols)
- 1 Pilota d'or de la Copa del Món: 2010
- 1 Bota d'or de la Copa del Món: 2010 (5 gols)
- 1 Millor gol de la Copa del Món: 2010
- 1 Inclòs al Dream Team de la Copa del Món: 2010
- 1 Millor jugador de la final de la Lliga Europa de la UEFA: 2009-10

## Curiositats
- Diego Forlán i Youri Djorkaeff formaven part d'Uruguai i França en el partit entre ambdues seleccions al Mundial 2002. Els seus pares Pablo i Jean també van jugar entre ells en el partit entre Uruguai i França del Mundial del 1966.